# Мидлтаун (Огайо)
Ми́длтаун (англ. Middletown) — город, расположенный в округах Батлер и Уоррен, штат Огайо, США, с населением в 51 605 человек по данным переписи 2000 года.

## География
По данным Бюро переписи населения США, город Мидлтаун имеет общую площадь в 66,82 квадратных километров, из которых 66,56 кв. километров занимает земля и 0,26 кв. километров — вода. Площадь водных ресурсов округа составляет 0,39 % от всей его площади.
Город Мидлтаун расположен на высоте 200 метров над уровнем моря.

## Демография
| Год переписи | Нас.  |  | %±     |
| ------------ | ----- |  | ------ |
| 1850         | 1087  |  | —      |
| 1860         | 2070  |  | 90,4%  |
| 1870         | 3046  |  | 47,1%  |
| 1880         | 4538  |  | 49%    |
| 1890         | 7681  |  | 69,3%  |
| 1900         | 9215  |  | 20%    |
| 1910         | 13152 |  | 42,7%  |
| 1920         | 23584 |  | 79,3%  |
| 1930         | 29992 |  | 27,2%  |
| 1940         | 31220 |  | 4,1%   |
| 1950         | 33695 |  | 7,9%   |
| 1960         | 42115 |  | 25%    |
| 1970         | 48767 |  | 15,8%  |
| 1980         | 43719 |  | −10,4% |
| 1990         | 46758 |  | 7%     |
| 2000         | 51605 |  | 10,4%  |

По данным переписи населения 2000 года в Мидлтауне проживало 51605 человек, 13933 семьи, насчитывалось 21 469 домашних хозяйств и 23 144 жилых дома. Средняя плотность населения составляла около 776,6 человек на один квадратный километр. Расовый состав Мидлтауна, по данным переписи, распределился следующим образом: 86,98 % белых, 10,59 % — чёрных или афроамериканцев, 0,25 % — коренных американцев, 0,37 % — азиатов, 0,03 % — выходцев с тихоокеанских островов, 1,42 % — представителей смешанных рас, 0,36 % — других народностей. Испаноговорящие составили 0,89 % от всех жителей города.
Из 21 469 домашних хозяйств в 29,9 % — воспитывали детей в возрасте до 18 лет, 45,9 % представляли собой совместно проживающие супружеские пары, в 14,6 % семей женщины проживали без мужей, 35,1 % не имели семей. 29,6 % от общего числа семей на момент переписи жили самостоятельно, при этом 11,4 % составили одинокие пожилые люди в возрасте 65 лет и старше. Средний размер домашнего хозяйства составил 2,38 человек, а средний размер семьи — 2,94 человек.
Население города по возрастному диапазону по данным переписи 2000 года распределилось следующим образом: 25,0 % — жители младше 18 лет, 9,3 % — между 18 и 24 годами, 29,2 % — от 25 до 44 лет, 21,6 % — от 45 до 64 лет и 14,9 % — в возрасте 65 лет и старше. Средний возраст жителей составил 36 лет. На каждые 100 женщин в Мидлтауне приходилось 91,4 мужчин, при этом на каждые сто женщин 18 лет и старше приходилось 87,3 мужчин также старше 18 лет.
Средний доход на одно домашнее хозяйство в городе составил 36215 долларов США, а средний доход на одну семью — 43867 долларов. При этом мужчины имели средний доход в 35705 долларов США в год против 23865 долларов среднегодового дохода у женщин. Доход на душу населения в городе составил 19773 доллара в год. 9,2 % от всего числа семей в округе и 12,6 % от всей численности населения находилось на момент переписи населения за чертой бедности, при этом 18,4 % из них были моложе 18 лет и 9,4 % — в возрасте 65 лет и старше.

## Известные уроженцы
См. категорию «Родившиеся в Мидлтауне».